# Wu Yuxiang
Dans ce nom, le nom de famille, Wu, précède le nom personnel.
Wu Yuxiang ou Wu Yu-hsiang (chinois : 武禹襄 ; pinyin : wǔ yǔxiāng), né en 1812 et mort en 1880, est un maître chinois de tai-chi-chuan et un fonctionnaire de la dynastie Qing. Il est considéré comme le fondateur du style Wu/Hao (ou Wu Yu).
D'abord élève de Yang Luchan, il se rend à Chenjiagou puis Zhaobao (zh) pour suivre l'enseignement de Chen Qingping (en) (1795-1868) (Taiji quan style Zhaobao (en)). Wu Yuxiang est soupçonné d'être le véritable auteur du Traité du tai-chi-chuan (太極拳論), rédigé à partir d'un manuel de lance et habituellement attribué à Wang Zongyue ,,. Il serait à l'origine du terme taijiquan.